# Густі Василь Петрович
Васи́ль Петро́вич Гу́сті (*21 березня 1951, Королево) — український поет, публіцист, перекладач.

## Життєпис
Народився 21 березня 1951 р. в с. Королево Виноградівського району Закарпатської області.
Закінчив філологічний факультет Ужгородського державного університету.
Працював журналістом, в районній газеті «Карпатська зірка», редактором редакції художньої літератури видавництва «Карпати», в обкомі комсомолу займався питаннями творчої молоді, був державним службовцем (у прес-службі облдержадміністрації, згодом помічником Голови Закарпатської обласної ради тощо). Нині — голова Закарпатської обласної організації Національної спілки письменників України, член правління НСПУ. Член Національної спілки журналістів.
Писати вірші Василь Густі почав ще у школі, невдовзі його твори стали друкувати у республіканській пресі. Перша збірка автора «Перон» вийшла тільки 1977 року. Тому літературознавці відносять творчість письменника в когорту сімдесятників. У доробку Василя Густі понад двадцять поетичних збірок, книги гумору й сатири, спогадів та есеїв тощо.
«… Поезія В. Густі в багатьох виявах має медитативний характер, тобто є роздумами про буттєві проблеми та питання життя, про етичні виміри людських взаємин, виявляє заглибленість у внутрішній світ ліричного героя, має монологічне мовлення…», — вважає літературознавець Олександра Ігнатович. — "Любити світ — через природу, людину, відчуваючи їхню красу, естетику праці, взаємозалежність, — це й становить ту вітальну силу, що є основою і генетичної вдачі Василя Густі, і поетичного мислення митця. (Ігнатович С. 6).
Вірші Василя Густі покладено на музику С. Мартоном, М. Панченком, В. Гайдуком, М. Попенком, В. Теличком, С. Гігою, Зоєю Слободян, І. Козарем, П. Готвоні, В. Циганином, П. Матієм та ін.
Письменник є організатором кількох культурно-просвітних акцій — «Письменник — сільській бібліотеці, сільська бібліотека — письменнику», «Зцілюще слово» та ін.. Ініціатор проведення фестивалю «Карпатська ватра», який збирає поетів Закарпатської, Івано-Франківської, Львівської, Чернівецької областей та українських поетів Словаччини, Польщі, Угорщини, Румунії.
Василь Густі є одним з упорядників антології малої прози «Slnko nad Karpatmi» (Kosice, 1985), упорядник колективних збірників «Дзвінке джерело» (1983), «Відлуння» (1985), «Витоки» (1988), антології «Закарпатська поезія ХХ століття» (2003). Перекладає зі словацької, угорської.

## Доробок

#### Збірки поезії
«Перон» (1979), «Жадання дороги» (1982), «Обличчя» (1985), «Простеліть мені, мамо, рушник» (1991), «Калина в інеї» (1991), «Пригорщ краплин» (1991), «Зерно в ріллі» (1996), «Між берегами тиші» (1998), «Тиса камінь обтесала» (2001), «Березове колесо» (2005), «Ріка під кригою» (2009), «Полин гіркий, полин солодкий» (2012), «Зоря Біловежі» (2013), «Затисянська околиця» (2016), «Світанок у день Анни» (2016).
Збірки поетичних мініатюр:
«Опрісники» (2006), «Листок до листка» (2011).

#### Книги есеїв, спогадів
«Незвідана стежина думку кличе» (1997), «Пляшка бургундського» (2003)
 «Кого я знав, кого люблю» (2009), «Не все змивають хвилі часу» (2014),

#### Книжкигуморуйсатири
«Прибабайки з тарадайки» (1997), «Подарунок від інвестора» (2005), «Закарпатська валюта» (2015)

#### П'єси для дітей
«Як Рак Неборак Козу розуму навчив» (2000).

## Відзнаки
- 1984 р. отримав Закарпатську обласну премію ім. Д. Вакарова за вірші, переклади та серію публіцистичних нарисів «Тюменський материк»;
- лауреат обласної літературної премії ім. Ф. Потушняка 1999 р. — за збірку поезій «Між берегами тиші»; 2008 р. — за книгу «Кого я знав, кого люблю»; 2013 р. — за книгу «Полин гіркий, полин солодкий»; 2015 р . — за переклади книг Й. Лайкерта «Дотики душі» та В. Став'ярського «Брудні черевики»
- 2009 р. — літературну премію ім. Зореслава за збірку «Ріка під кригою».
- лауреат обласної журналістської премії ім. М. Бабидорича (2015 р.).
- лауреат премії ім. Павла Тичини (2016 р.);
- Заслужений працівник культури України;
- Відзнака «За розвиток Закарпаття»;
- Медаль НСП України «Почесна відзнака».